# Thomas Vandenberghe
Thomas Vandenberghe (Gent, 1985) is een Belgisch fotograaf. Hij wordt vertegenwoordigd door de Antwerpse galerie Stieglitz 19. Vandenberghe studeerde fotografie aan de Sint-Lucas Academie in Gent.

## Stijl en werk
Thomas Vandenberghe maakt voornamelijk kleine foto's die functioneren als delen van een dagboek. Hij maakt zijn beelden in snaphot-stijl met een compactcamera met flits.
De eerste publicatie die Vandenberghe realiseerde was Can't Pay You to Disappear dat werd uitgegeven bij Akina. Het boek werd met de hand gemaakt en was gelimiteerd op 200 stuks. Naast de reguliere editie werd er ook een collector's edition uitgebracht met een oplage van 20 stuks. Het boek Can't Pay You to Disappear werd uitgeroepen tot Best photobook 2016 door 10×10 Photobooks en tot Favorite photobook 2016 door Tipi Photo Bookshop.

## Tentoonstellingen (selectie)
- Exposition florale, Collectif Blanc Montreal, 2014
- .tiff 2015, De Brakke Grond, 2015[4]
- BredaPhoto, 2016[5]
- Surface Tension: Breaking the Plane of the Photographic Image, Fotomuseum Antwerpen, 2017[6]
- Recyclart, Musée de la photo de Bruxelles, 2017[7]
- No Contact Prints, Stieglitz 19, 2017
- AntwerpPhoto, Loodswezen Antwerpen, 2018